# Zákupská radnice
Radnice v Zákupech je budova na severní straně náměstí Svobody v pseudogotickém slohu postavená v letech 1866–1867, která svému účelu ve středu města Zákupy slouží dodnes. Je součástí městské památkové zóny.

## Původní radnice

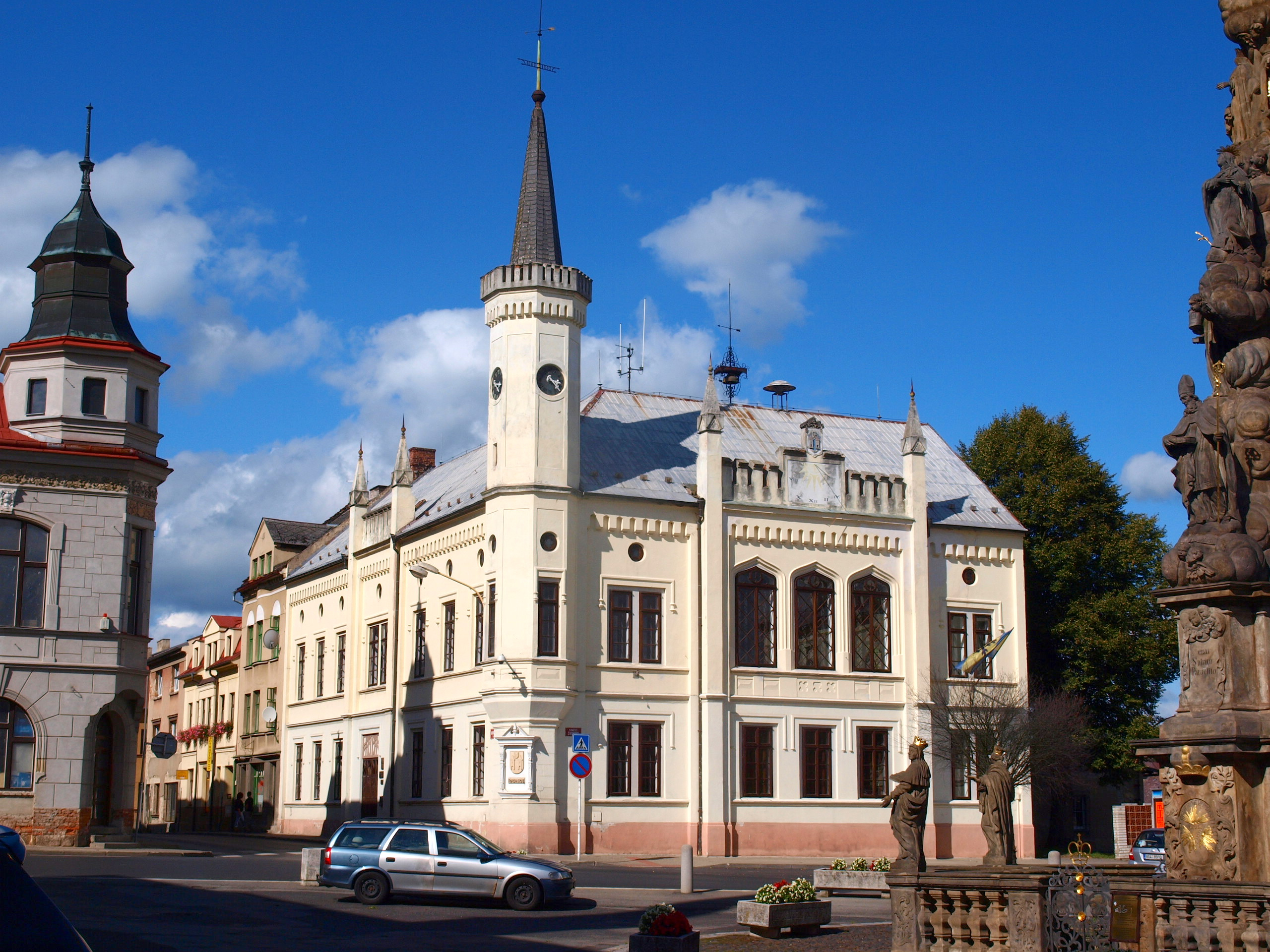
Náměstí Svobody: bílá radnice, vlevo věžička hotelu Orlík, zcela vpravo část sousoší Nejsvětější Trojice

Částečně hrázděný, roubený dům původní radnice stával na stejném místě, kde jej později nahradila stavba nová. Zachoval se z něj zvon, přenesený na radnici novou, který byl odlit v roce 1589 zvonařem Jakubem v Mladé Boleslavi. Nápis o jeho výrobě byl napsaný česky a pod ním jsou psána německy jména zákupských radních z téhož roku. Dům původně městu nepatřil, a proto se obecní rada městečka Zákupy na své schůzi 28. ledna 1849 rozhodla, že dům vykoupí. Na téže schůzi pověřila jmenovitě osm měšťanů, aby vše projednali a uzavřeli s předešlým majitelem kupní smlouvu.

## Před stavbou radnice nové

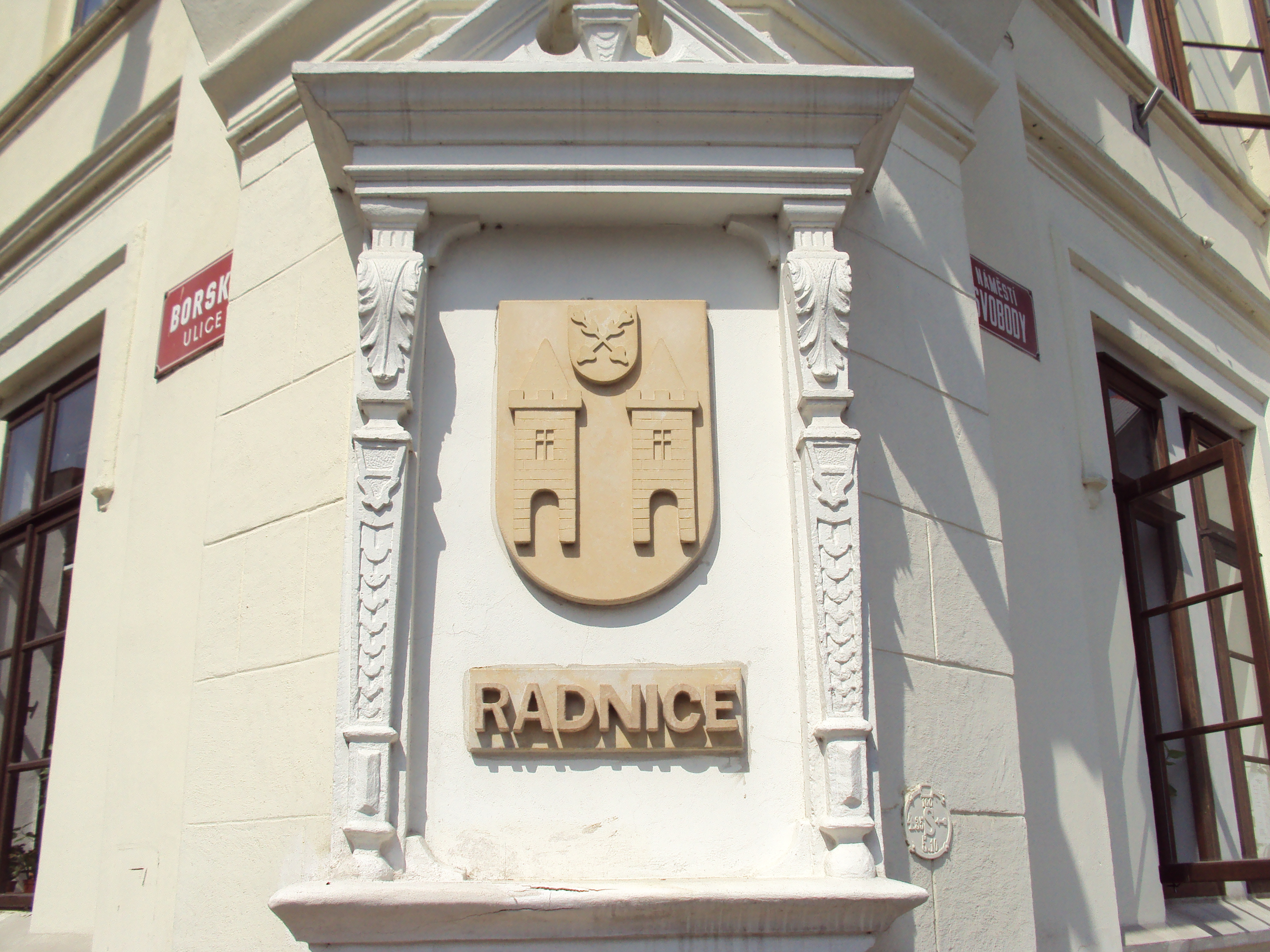
Znak města na rohu budovy radnice

Později byla zahájena veřejná sbírka, z jejíhož výtěžku se měla postavit radnice nová, zděná. Podle záznamů radní Strohmerové v červenci 1865 přednesli na schůzi zprávu, v níž zdůvodnili potřebu nevyhovující starou radnici nahradit budovou novou, s dostatečnými kancelářskými prostorami a bez akutního nebezpečí požáru ve stávající dřevěné budově. Záměr byl stvrzen hlasováním v poměru 15:1 hlasu. Poté byl zvolen pětičlenný výbor, který měl stavbu připravit a byla předána žádost finanční příspěvek excísaři Ferdinandovi V., který měl na zákupském zámku své letní sídlo. Ten žádosti vyhověl a radním poslal 5 000 zlatých. Veřejná sbírka nakonec stavbu umožnila. Plánek na stavbu vypracoval na jaře 1866 Josef Goldbach z Nového Zámku (dnešní obec Zahrádky u České Lípy).

## Nová stavba
Na jaře 1866 byla přestavba zahájena. Zachovala se zpráva, že ve věži původní radnice byl zabodnutý baskirský šíp z roku 1813 a při přestavbě se ztratil. V základech byl zachován kámen z původní barokní stavby s vyrytým datem 1417 Do konce příštího roku 1867 byla nová radnice hotová. Náklady na stavbu dosáhly 19 530 zlatých. Slavnostní otevření se konalo 23. června 1867. 

## Pozdější přestavby
Zvenčí na rohu budovy byl zhotoven dodatečně další městský znak. Budova byla v roce 1884 přestavěna v pseudorenesančním slohu.

## Přístavba pro hasiče

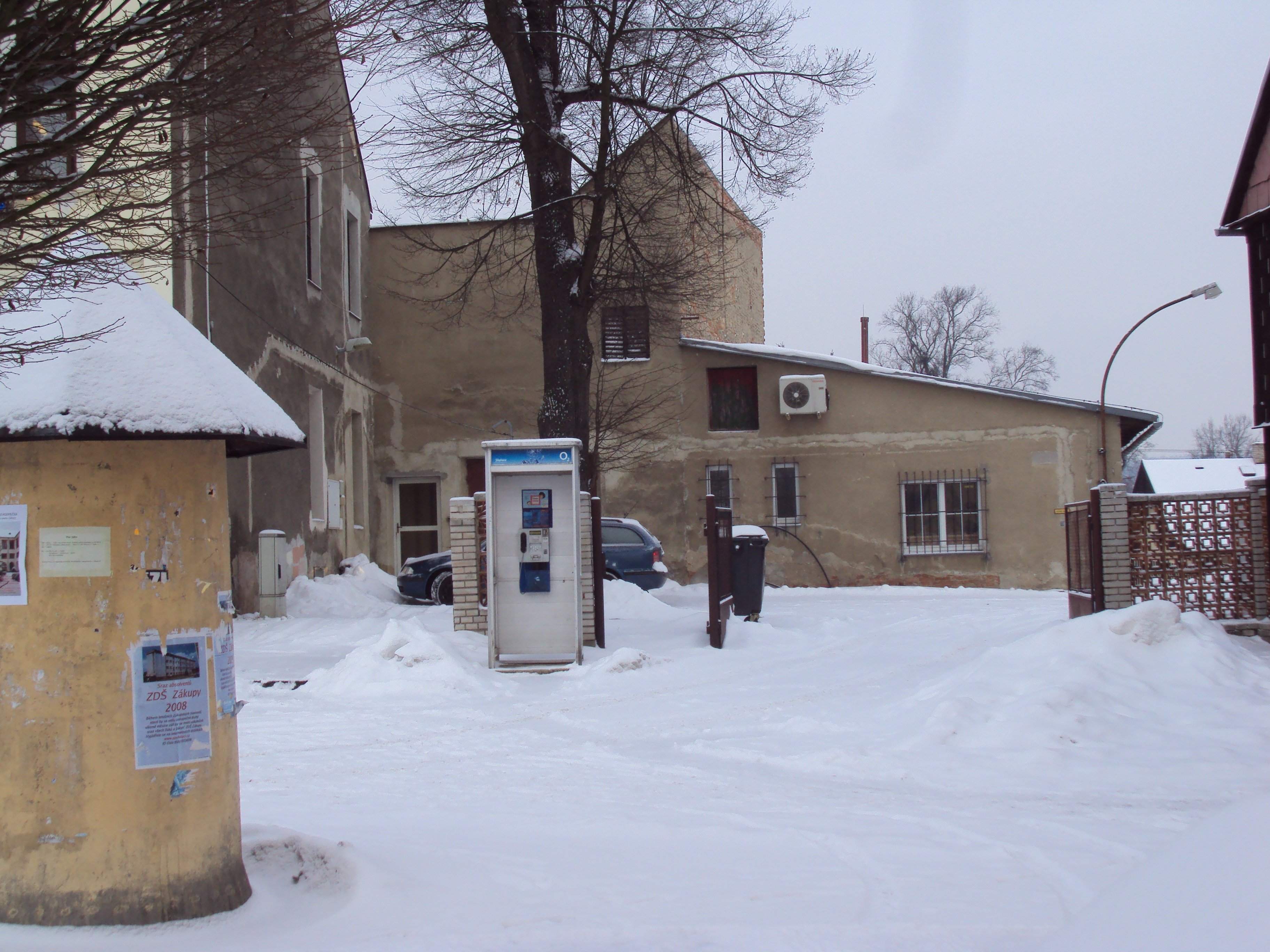
Zadní část radnice s přístavbou pro hasiče

V roce 1952 byla zezadu od dvora k radnici svépomocí přistavěna přízemní hasičská zbrojnice. Město uhradilo stavební materiál. V roce 1996 ji hasiči SDH Zákupy museli vyklidit , městský úřad zde umístil své kanceláře stavebního odboru. Hasiči pak získali novou zbrojnici v Gagarinově ulici.

## Současný stav

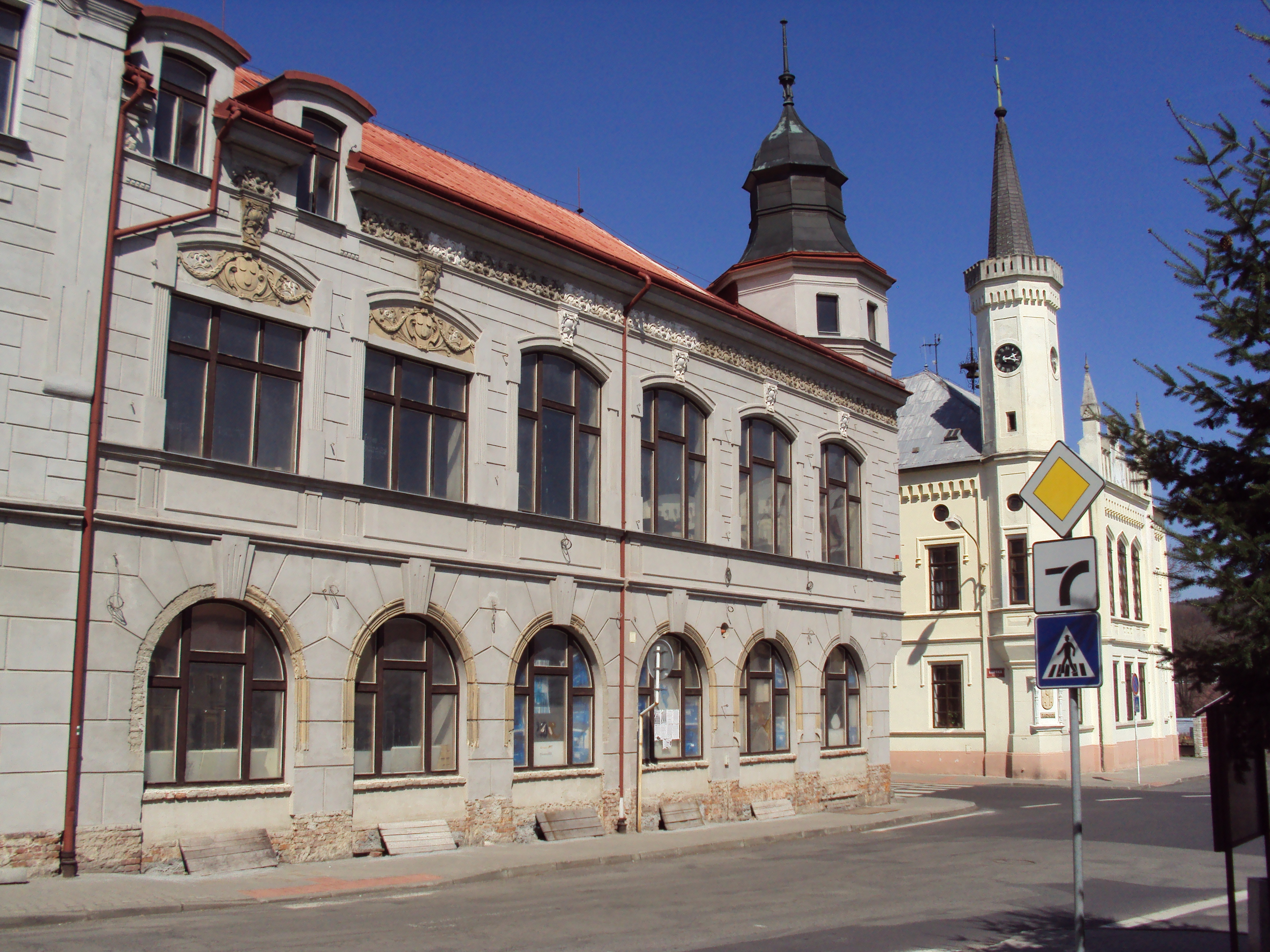
Vpředu hotel Orlík, za ním radnice

Hlavní vchod a tedy i adresa radnice je Borská 5 (kdysi Schlossgasse) vedoucí k zámku, jedná se o rohovou stavbu, jižní strana se slunečními hodinami je na náměstí Svobody (kdysi Klášterní náměstí-Markplatz). V budově mají své sídlo jsou všichni městští úředníci. V přízemí je městské informační středisko a místnost městských strážníků. Při několika městských slavnostech byly zpřístupněny i sklepy s výstavkou maleb a fotografií.

## Starostové a předsedové MNV
- ??? - 1895 - ??? - Vincenc Strohmer, starosta
- 1920–1928 – Eduard Held, starosta
- 1928-1938 - Eduard Held junior, starosta
- 1938 - ??? - Rudolf Löfler
- ??? - 1945 - Reinhold Struy
- 1945–1946 – Rudolf Kalina , předseda MNV
- 1946 - Ladislav Pech, předseda MěNV
- 1990–2002 – Ing. Zdeněk Patočka, starosta
- 2002–2004 – Rudolf Kučera, starosta
- 2004–2010 – Miloslava Hudaková, starostka
- od 2010 – Ing. Radek Lípa, starosta